# سوپرکارت

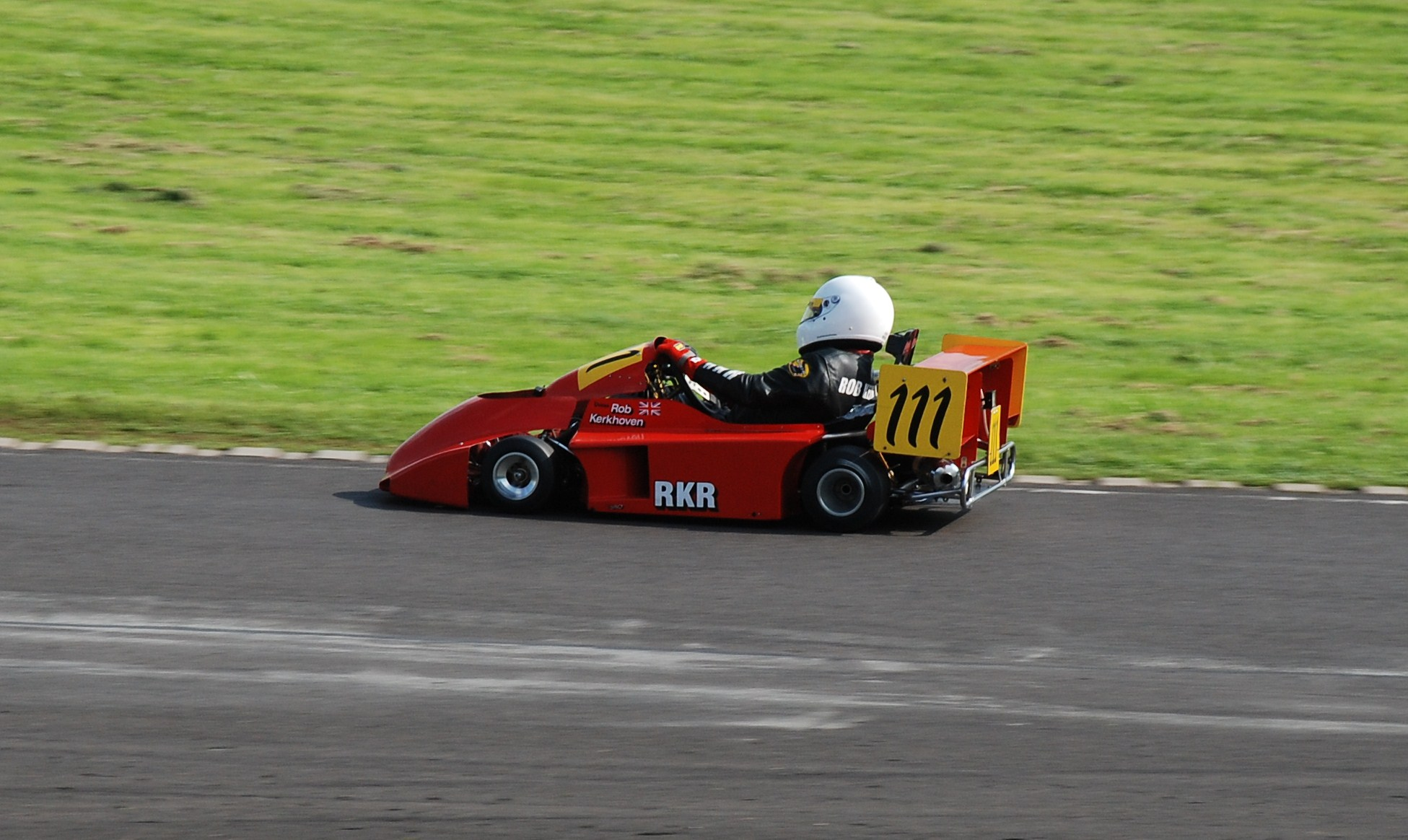
یک سوپرکارت فرمول ئی در مسابقات دسته ۱ بریتانیا.

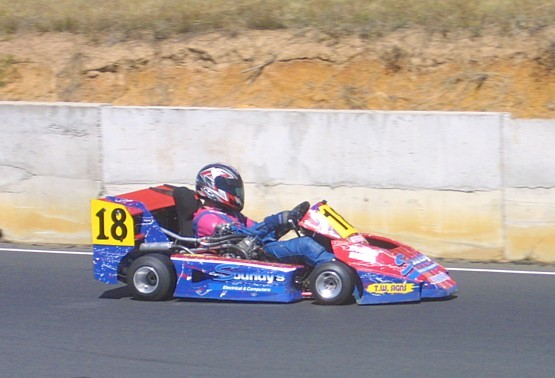
وارن مک‌لوین قهرمان ۲۵۰سی‌سی بین‌المللی ۲۰۰۷ استرالیا.

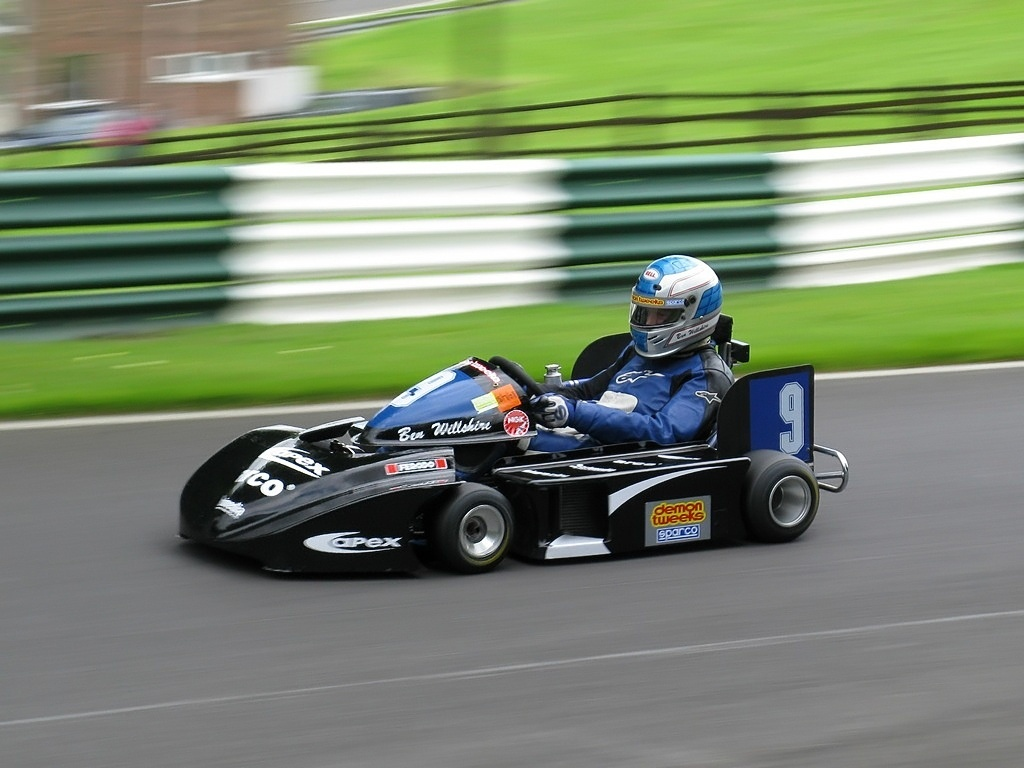
یک سوپرکارت کلاس ۱۲۵سی‌سی آزاد.

سوپرکارت نوعی خودروی مسابقه است که از لحاظ جثه مشابه کارت بوده اما از لحاظ مشخصات فنی مشابه انواع قوی‌تر از خودروهای چرخ‌باز است. سطح اول مسابقات سوپرکارت‌ها فرمول ئی نام دارد. بارزترین تفاوت ظاهری سوپرکارت و کارت این است که سوپرکارت بدنه‌ای کاملاً ایرودینامیک دارند و می‌تواند در پیست‌های طویل (با طول بیش از ۱۵۰۰ متر) رقابت کند. اغلب سوپرکارت‌ها از موتورهای ۲۵۰ سی‌سی دوزمانه نیرو می‌گیرند اما در کلاس‌های فرعی از موتورهای کوچک‌تری استفاده می‌شود. شرکت‌کنندگان مسابقات می‌توانند خود موتور سوپرکارتشان را بسازند یا از موتورهای موتورسیکلت استفاده کنند. همچنین استفاده از گیربکسهای پنج و شش سرعته مجاز می‌باشد. در این خودروها از چرخ و تایر ۵ یا ۶ اینچی استفاده می‌شود.

## قابلیت‌های فنی
سوپرکارت‌های کلاس اصلی (فرمول ئی) اغلب از موتورهای ۲زمانه ۲۵۰ سی‌سی با توان خروجی حدود ۹۰ اسب بخار بهره می‌برند و حداقل جرم مجموع سوپرکارت و راننده ۲۱۵ کیلوگرم است؛ با این حساب نسبت توان به جرم این خودروها در حدود ۴۲۰ اسب بخار بر تن می‌باشد که به سوپرکارت‌ها شتاب صفر تا صد کمتر از ۲٫۵ ثانیه و حداکثر سرعت بیش از ۲۶۰ کیلومتر بر ساعت می‌بخشد. جرم کم و ترمزهای قدرتمند به سوپرکارت‌ها این امکان را می‌دهد که در کمتر از ۲ ثانیه از سرعت ۱۶۰ کیلومتر بر ساعت به سکون برسند. این خودروها در پیچ‌های تند بدون این که منحرف شوند، تا ۳٫۵ جی فشار جانبی را تحمل می‌کنند. قیمت یک سوپرکارت حدود ۳۰٬۰۰۰ تا ۴۰٬۰۰۰ دلار آمریکا است.

## مسابقات
سابقاً مسابقات بین‌المللی سوپرکارت زیر نظر فیا و با حضور سوپرکارت‌های کلاس ۲۵۰ سی‌سی برگزار می‌گشت و این کلاس مسابقات با نام فرمول ئی (Formula E) شناخته می‌شد. اکنون نیز مسابقات مختلفی در کلاس‌های مختلف (اما نه زیر نظر فیا) برگزار می‌گردد و کلاس اول آنها فرمول ئی (اف/ئی) نامیده می‌شود:
مسابقات بریتانیا:
- دسته ۱ (فرمول ئی)
- دسته ۲
- ۱۲۵ آزاد
- ۱۲۵ آی‌سی‌سی (کی‌زد)

مسابقات استرالیا:
- ۲۵۰سی‌سی بین‌المللی (فرمول ئی)
- ۲۵۰سی‌سی ملی
- ۱۲۵سی‌سی گیربکس
- ۸۰سی‌سی گیربکس
- ۱۲۵سی‌سی رتاکس‌مکس
- ۱۰۰سی‌سی

مسابقات ایالات متحده:
- ۲۵۰سی‌سی فرمول ئی
- ۲۵۰سی‌سی بین قاره‌ای